# 志村祥瑚
志村 祥瑚（しむら しょうご、1991年10月8日- ）は、精神科医、マジシャンである。

## 人物
東京2020五輪ではメンタルコーチを務める。専門は認知行動療法とマジックを使った、人生を縛る「固定観念」の解放。
著書に『人生のタネ明かし 成果を出す人に共通する心の秘密』(講談社）など。
幼少よりマジックを始め、脳の「錯覚」や「思い込み」に興味を持つ。米国ロサンゼルスにあるマジックの殿堂、Magic Castleにて修行を積み、2012年ラスベガス世界大会で優勝。その後、慶應義塾大学医学部を卒業し、複数の医療機関で院長を務める。
人材イノベーション開発として、国内外企業で人材研修や顧問精神科医を担当。「ビジネスもわかる精神科医」と高く評価される。
NewsPicks誌が選ぶ「時代を象徴する10人」に選出。

## 学会発表

### 国際学会
Ryosuke ISHII, Shogo Shimura, Takashi Maeno. Developing a new Method to obtain objective point of view and Effectiveness of  the method to reduce anxiety and depression .International Positive Psychology Association, 2015.6.

### 国内学会
石井遼介, 志村祥瑚,熊野宏昭,前野隆司.Acceptance and Commitment Therapyに基づく、健常者の鬱度減弱をもたらす、簡易梗塞なセルフヘルプ法に関するパイロットスタディ, ACT JAPAN,2018.3.

## 国内講演
一般向けまたは学習者向けに、精神医学・臨床心理学の内容を分かりやすく伝えた講演会を開催、共催、または招聘され登壇した。学会主催だが研究業績の発表ではない講演会も含む。
2018年3月、慶應義塾大学SDMヒューマンラボ公開講座 新世代認知行動療法ACT ２日間集中学習プログラム～精神医学の最前線・理論と実践～。
2018年2月、ACT JAPAN ミニカンファレンス  主催「演題：ACTと幸福学で捉えるwell-beingと健康経営」。
2017年7月、第14回日本うつ病学会総会/第17回日本認知療法・認知行動療法学会懇親。
2017年9月、慶應義塾大学院SDM研究科ヒューマンラボ公開講座「新世代認知行動療法ACT入門 ～行動分析と関係フレーム理論をベースとする精神医学の最前線を学びませんか～」。
2017年2月、日本産業カウンセラー協会主催 特別講演会。
2015年11月、第四回日本ポジティブサイコロジー医学界学術集会　登壇。

## メディア

### テレビ番組
- FOOTxBRAIN（テレビ東京、2017年5月14日）[10]
- newsevery（日本テレビ、2017年5月12日）[11]
- ナミノリ! ジェニー（毎日放送、2017年1月20日）[12]
- スッキリ!!（日本テレビ、2017年2月8日）[13]
- スッキリ!!（日本テレビ、2019年7月3日）[14]
- FOOTxBRAIN（テレビ東京、2019年8月31日）[15]
- 激レアさんを連れてきた。（2021年10月11日、テレビ朝日）[16]

### ラジオ番組
- 吉田照美　飛べ！サルバドール（文化放送、2017年2月28日）[17]

### イベント
- ハリセンボントークライブ「ハリセンボンの聞かせてよ！」（2017年3月12日）[18]
- Slush Tokyo（2017年3月29日）[19]

## 特許
志村祥瑚,石井遼介, “精神疾患の治療用具および治療装置”,特願PCT/JP2016/081971, 2016.10.21, 出願中

## 著書
- （単著）志村祥瑚（著）『人生のタネ明かし 成果を出す人に共通する心の秘密』講談社、2020年9月1日、ISBN 978-4065211014
- （共著）志村祥瑚（著）、石井遼介（著）『悩みにふりまわされてしんどいあなたへ 幸せになるためのいちばんやさしいメンタルトレーニング』セブン&アイ出版、2018年4月27日、ISBN 978-4-86008-763-0